# Les Essards (Indre e Loira)
Les Essards è un comune francese di 158 abitanti situato nel dipartimento dell'Indre e Loira nella regione del Centro-Valle della Loira.

## Società

### Evoluzione demografica
Abitanti censiti